# As Provações de Moisés (Botticelli)
As Provações de Moisés é um afresco do pintor renascentista italiano Sandro Botticelli e sua oficina, feito entre os anos de 1481 e 1482 e localizado na Capela Sistina em Roma.

## História

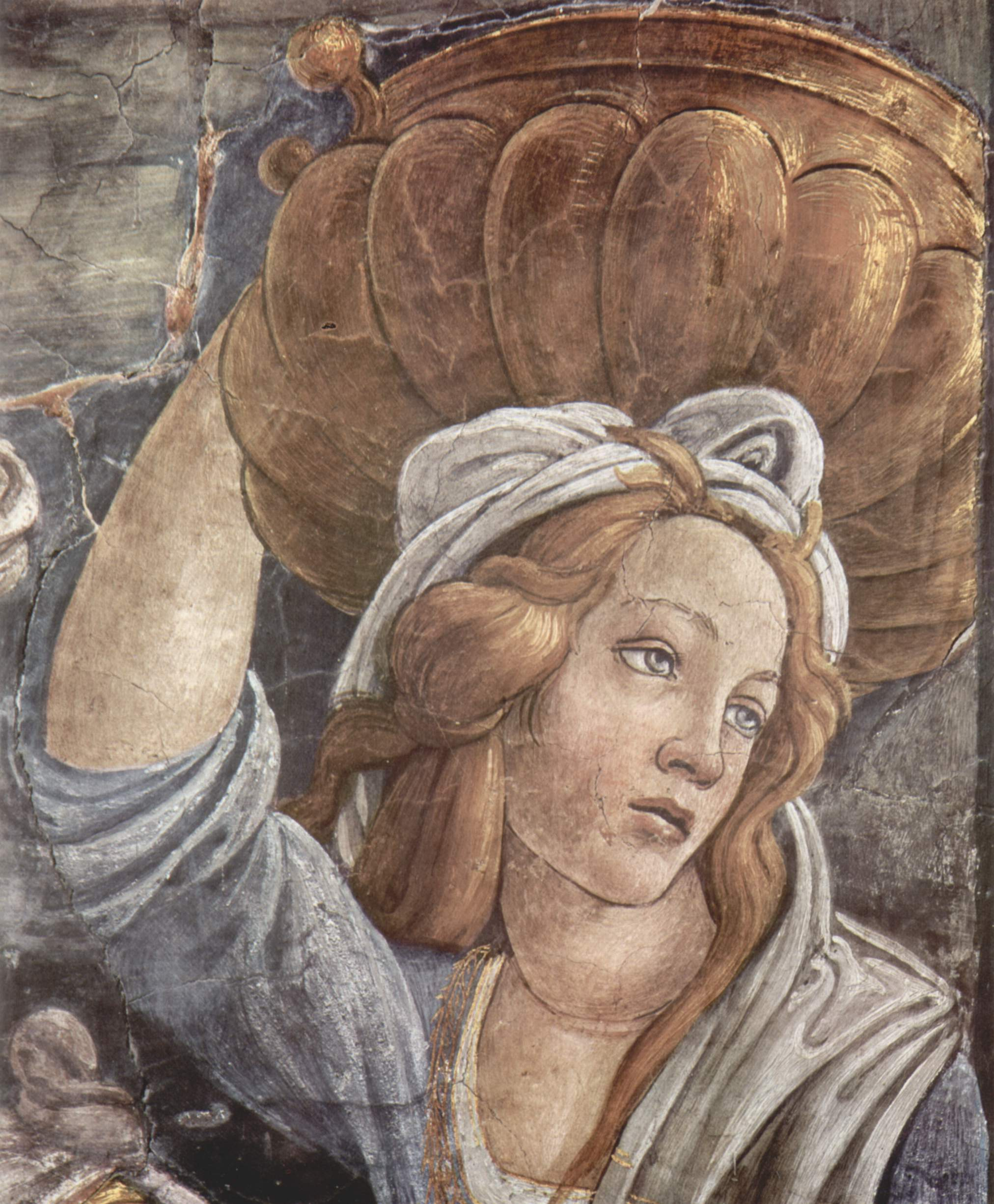
Detalhe de uma das mulheres no poço, talvez um retrato de Simonetta Vespucci

Em 27 de outubro de 1480, Botticelli junto com outros pintores florentinos partiu para Roma, onde fora chamado como parte de um projeto de reconciliação entre Lorenzo de' Medici, o governante de facto da República Florentina e Papa Sisto IV. Os florentinos iniciaram os trabalhos na Capela Sistina no começo da primavera de 1841 junto com Pietro Perugino.
O tema da decoração era um paralelo entre as histórias de Moisés e as de Cristo, como um sinal da continuidade do Velho e do Novo Testamento. Uma continuidade também entre a lei divina das Tábuas e a mensagem de Jesus, que por sua vez, escolheu Pedro (o primeiro bispo eleito de Roma) como seu sucessor: isso iria finalmente resultar na legitimação dos sucessores deste último, os papas de Roma.
Botticelli, ajudado por vários assistentes, pintou três cenas. Em Fevereiro de 1482 seu contrato foi renovado, incluindo as outas cenas para completar a decoração da capela. Entretantto em 20 de fevereiro seu pai morreu, ele retornou para Florença, onde permaneceu.

## Descrição

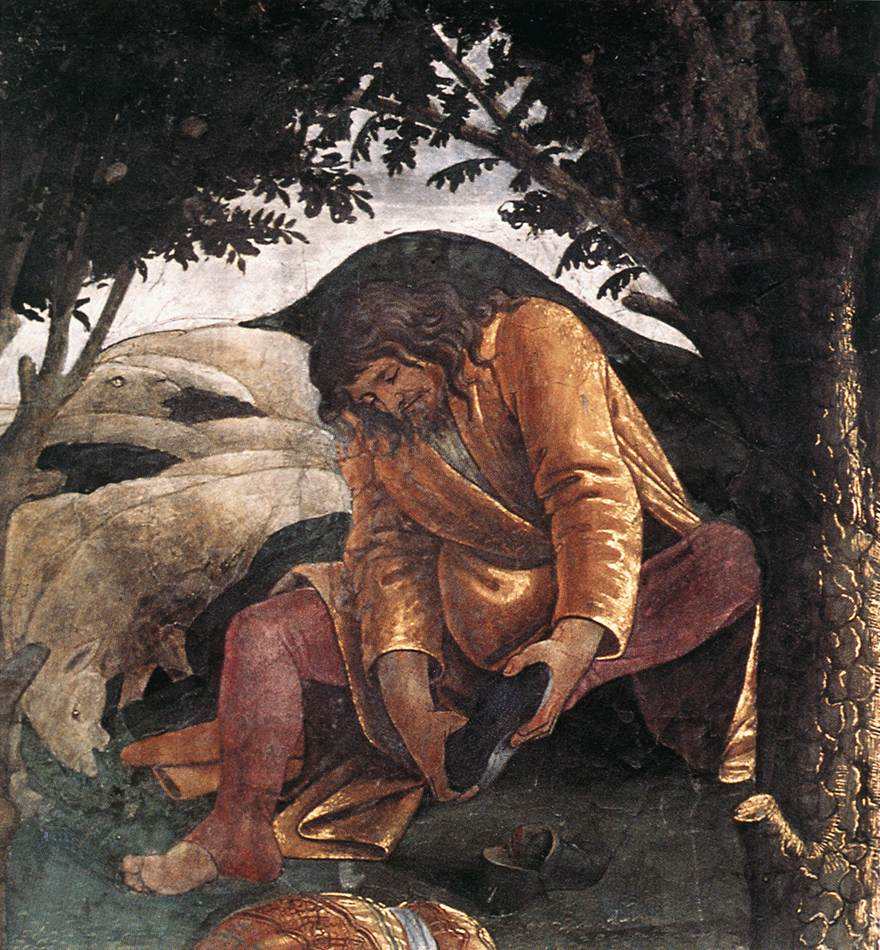
Detalhe de Moisés tirando os sapatos

O afresco mostra diversos episódios da juventude de Moisés, tirados do Livro do Êxodo, fazendo um paralelo com a pintura da parede oposta, também de Botticelli, que retrata as Tentações de Cristo. O friso tem a inscrição TEMPTATIO MOISI LEGIS SCRIPTAE LATORIS.
À direita mostra Moisés matando o egípcio que assediou um judeu e fugindo para o deserto (um paralelo com o episódio de Jesus derrotando o Demônio). No próximo episódio Moisés enfrenta os pastores que estavam impedindo as filhas de Jetro (incluindo sua futura esposaZípora) de dar água para o seu gado no poço, pegando a água para elas. na terceira cena no canto superior esquerdo, Moisés tira seus sapatos e então recebe de Deus a tarefa de retornar ao Egito e libertar seu povo. Por fim, no canto inferior esquerdo ele guia os judeus à Terra Prometida.
Moisés é distinguível nas cenas pelo seu roupão amarelo e o manto verde.